# T-Tauri-Stern

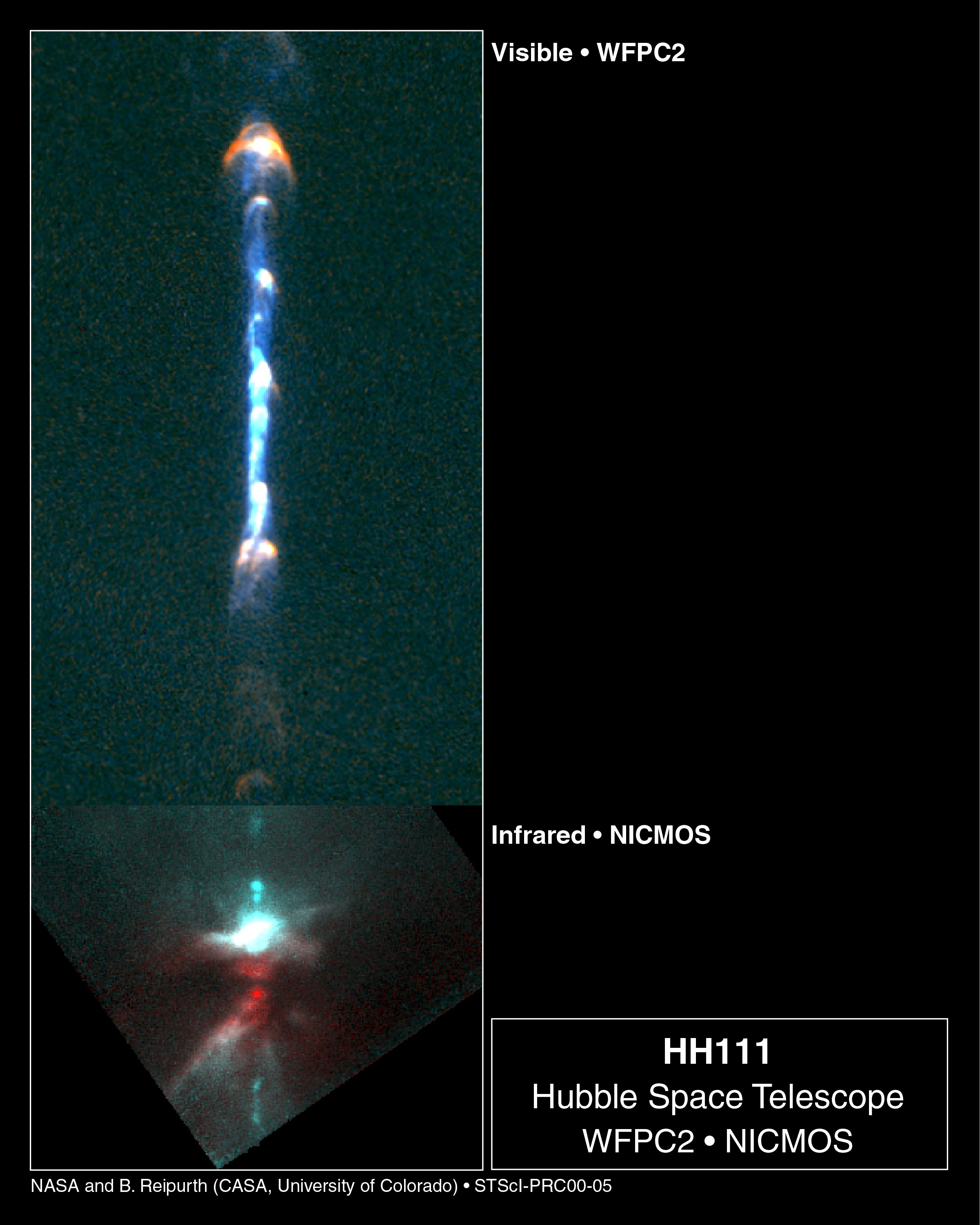
T-Tauri-Stern mit Staubscheibe und Jet

T-Tauri-Sterne (TTS, benannt nach dem Prototyp dieser Sternklasse, T Tauri, einem irregulären Veränderlichen in einer dunklen Staubwolke im Sternbild Stier) sind junge Sterne mit einem Alter von weniger als einer Million Jahren, der Spektralklasse F bis M sowie einer Masse zwischen 0,07 und 3 Sonnenmassen. Sie befinden sich oberhalb der Hauptreihe und damit in einer frühen Phase ihrer Entwicklung, in der sie noch kontrahieren. In ihren Kernen finden noch keine oder erst seit kurzem thermonukleare Reaktionen statt.
Solche Sterne befinden sich noch nicht im hydrostatischen Gleichgewicht, wodurch sie zu mehr oder weniger heftigen Ausbrüchen neigen. Starke bipolare Strömungen treten mit einigen hundert Kilometern pro Sekunde aus ihrem Innern aus; dort, wo diese Jets Schockfronten bilden und das interstellare Gas erhitzen, können leuchtende Nebel, genannt Herbig-Haro-Objekte, beobachtet werden.
T-Tauri-Sterne sind in der Regel im Inneren dichter interstellarer Wolken neben jungen Sternen der Spektralklassen O und B zu finden. Trotz ihrer frühen Entwicklungsphase sind sie leuchtkräftiger als Hauptreihensterne, die dieselbe Temperatur aufweisen. Ihre Spektren weisen mitunter einige starke Emissionslinien auf, die aus einer dünnen Gashülle stammen, die sich um diese Sterne herum befindet. Insbesondere in der Rho-Ophiuchi-Wolke wurde eine große Anzahl dieser Sterne aufgrund ihrer starken Infrarotemission gefunden. Lokale Verbände aus T-Tauri-Sternen werden als T-Assoziationen bezeichnet.
T-Tauri-Sterne sind häufig von einer zirkumstellaren Scheibe umgeben, die als Vorläufer von Planetensystemen betrachtet werden. Vom inneren Bereich dieser Scheibe bilden sich entlang der Magnetfeldlinien des Sterns Gasströme, durch die Materie aus der Scheibe auf den Stern fließt (Akkretion). Nahe der Sternoberfläche erreicht die einfallende Materie annähernd Schallgeschwindigkeit und wird in einer Stoßfront abgebremst, wodurch ein oder mehrere heiße Flecke mit Temperaturen von bis zu einer Million Kelvin entstehen.

## Zirkumstellare Scheiben

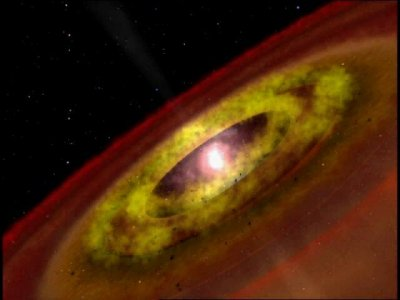
Künstlerische Darstellung eines T-Tauri-Sterns mit einer zirkumstellaren Akkretionsscheibe

Alle T-Tauri-Sterne zeigen einen Infrarotexzess aufgrund einer zirkumstellaren Scheibe mit Abmessungen von einigen hundert Astronomischen Einheiten. Die Scheibe entsteht als eine Folge des Drehimpulses in der Molekülwolke, aus der sich der Stern gebildet hat. Aufgrund des Pirouetteneffekts bei der Kontraktion der Wolke durchläuft die Materie eine Scheibe. In dieser wird durch Reibung ein Teil des Drehimpulses abgebaut, wobei der größte Teil des Drehimpulses über einen Jet abtransportiert wird. Im Laufe der Entwicklung löst sich die Scheibe auf durch:
- Akkretion von Materie auf den T-Tauri-Stern
- Sternwinde
- Photoevaporation durch Strahlung des T-Tauri-Sterns oder benachbarter Sterne im umgebenden Sternentstehungsgebiet
- Staubbildung
- Entstehung von Exoplaneten oder Braunen Zwergen.

Dadurch entstehen in den zirkumstellaren Scheiben Zonen mit geringer Materiedichte: ein zentrales Loch mit einem wachsenden Durchmesser von einigen Astronomischen Einheiten sowie Ringe, in denen Exoplaneten Materie akkretiert haben. Nach einigen Millionen Jahren bleibt eine reine Staubscheibe zurück wie bei Wega und Beta Pictoris, die sich im Laufe der Zeit durch Strahlungsdruck komplett auflöst.
Die Suche nach Exoplaneten um T-Tauri-Sterne wird zwar dadurch begünstigt, dass ein junger Planet mit einem Alter von wenigen Millionen Jahren einen größeren Radius hat als nach dem Abschluss der Kontraktion. Aber die ausgeprägte fotometrische und spektroskopische Veränderlichkeit dieser Sternklasse erhöht das Rauschen erheblich.
Möglicherweise ist um den 7–10 Millionen Jahre alten WTTS-Stern 2MASS J05250755+0134243 in der Orion-OB1a/25-Ori-Region ein heißer Jupiter mit einer Umlaufdauer von 0,44 Tagen fotometrisch und spektroskopisch nachgewiesen worden. Allerdings würde dieser Exoplanet innerhalb der Roche-Grenze des M3-Sterns umlaufen und innerhalb kurzer Zeit durch Gezeitenkräfte zerstört werden.

## Veränderlichkeit
Fast alle T-Tauri-Sterne zeigen sowohl eine zyklische als auch eine unregelmäßige Veränderlichkeit ihrer Lichtkurven:
- die zyklischen Helligkeitsänderungen können von einer Art von Bedeckungslichtwechsel stammen, der durch den Umlauf von Klumpen aus zirkumstellarem Material um den jungen Stern entsteht.
- ein teilweise beobachteter Rotationslichtwechsel (ist immer zyklisch) wird dagegen mit dunklen Sternflecken auf der Oberfläche der rasch rotierenden jungen T-Tauri-Sterne in Verbindung gebracht.[6]
- die unregelmäßigen Helligkeitsänderungen sind eine Folge von Schwankungen in der Akkretionsrate der T-Tauri-Sterne. Die thermische Strahlung, die beim Einfall von Materie auf die Sternoberfläche frei wird, stellt nämlich einen erheblichen Anteil am gesamten Strahlungshaushalt dar.
- daneben kann die magnetische Aktivität der T-Tauri-Sterne zu im Weißlicht beobachtbaren (unregelmäßigen) Flares führen, vergleichbar den Sonneneruptionen und den Ausbrüchen von Flare-Sternen. Die Flares können auch im Bereich der Röntgenstrahlung nachgewiesen werden mit einer Leistung von bis zu einigen 1032 erg/Sekunde.[7] Als Flares werden auch Ereignisse mit erhöhter Akkretion bezeichnet, die zu einem Anstieg der optischen und der Röntgenhelligkeit führen.
- unregelmäßige Helligkeits- und spektrale Änderungen werden mit der Rayleigh-Taylor-Instabilität in Verbindung gebracht. Diese führt zu einer temporären Ausbildung von Zungen vom inneren Rand der Akkretionsscheibe zu den magnetischen Polen des Sterns. Diese Zungen bestehen wahrscheinlich nur für einen Bruchteil einer stellaren Rotationsperiode.[8]
- wie andere junge stellare Objekte zeigen T-Tauri-Sterne auch eine Veränderlichkeit im mittleren Infrarot, wo die meiste Strahlung als Emission von der Akkretionsscheibe stammen sollte. Diese Veränderlichkeit scheint unperiodisch mit Amplituden von bis zu 0,5 mag in einem charakteristischen Zeitraum von 10 Tagen zu erfolgen, und die Amplitude scheint mit dem Alter abzunehmen. Diese Veränderlichkeit wird interpretiert als Veränderungen in der Akkretionsrate, strukturelle Änderungen der inneren Scheibe, Turbulenzen in der Scheibe, oder als Veränderungen in der Dicke bzw. in der Dichte der Scheibe, was jeweils die Extinktion des zentralen Sterns verändert.[9]

Zwei Klassen eruptiv veränderlicher Sterne sind mit den T-Tauri-Sternen nah verwandt:
- die FU-Orionis-Sterne sind vor ihren Ausbrüchen T-Tauri-Sterne und entwickeln sich während des Ausbruchs zu F-G-Überriesen im Optischen und zu Roten Riesen im Infraroten. Die Ausbrüche dauern mehrere Jahrzehnte an und werden als ein Aufleuchten der Akkretionsscheibe ähnlich den Zwergnovaeruptionen gedeutet.[10]
- Auch die EX-Lupi-Sterne (EXors) sind vor und nach dem Ausbruch nicht von anderen T-Tauri-Sternen unterscheidbar. Sie zeigen ein K-M-Spektrum, die Dauer der Eruptionen liegt in der Größenordnung von Monaten bis Jahren. Während der Ruhephasen liegt die Akkretionsrate bei 10−7 Sonnenmassen pro Jahr. Im Ausbruch steigt die Rate um einen Faktor 1000 an und führt zum Aufleuchten der Pseudophotosphäre.[11]

Eng verwandt mit den T-Tauri-Sternen und den Herbig-Ae/Be-Sternen ist eine weitere Gruppe veränderlicher junger Sterne, die UX-Orionis-Sterne. Diese auch UXOR genannten Sterne zeigen in ihren Lichtkurven Minima mit Tiefen von bis zu 2,5 Magnituden bei Zyklenlängen zwischen 8 Tagen und 11 Jahren. Die Minima werden verursacht durch eine veränderliche Verdunkelung des Sterns durch zirkumstellares Material in Form von Staub, Planetesimalen oder Haufen kometarer Körper. Die Tiefe und Form der Minima ist großen Änderungen von Zyklus zu Zyklus unterworfen. Überraschenderweise scheint bei den Minima der UX-Orionis-Sterne der Farbindex blauer zu werden. Dies wird zurückgeführt auf ungewöhnliche Eigenschaften des Staubs, eine Selbstabschattung von Teilen der Akkretionsscheibe oder eine aufgestaute Mauer aus Materie im inneren Bereich der Scheibe.
Daneben gibt es bei einigen T-Tauri-Sternen tiefe periodische Minima mit Perioden von mehr als 1 Tagen, wobei die Dauer der Minima bis zu 2/3 der Periode betragen kann. Dies wird als ein Bedeckungslichtwechsel in einem Doppelsternsystem interpretiert, wobei der Begleiter von einer Staubscheibe umgeben ist. Die Fluktuationen in der Minimadauer und Tiefe sind eine Folge von veränderlichen Staubkondensationen in der Scheibe und von Präzessionseffekten durch dritte Körper im Doppelsternsystem.

## Spektrum
T-Tauri-Sterne zeigen eine Spektralklasse später als F.
Anhand des optischen Spektrums werden die T-Tauri-Sterne aufgeteilt in
- klassische T-Tauri-Sterne (cTTS) mit einer Äquivalentbreite der Hα-Linie größer als etwa 10 Å
- Weak-Line-T-Tauri-Sterne (wTTS; „emissionslinienschwache“ T-Tauri-Sterne) mit einer Äquivalentbreite der Hα-Linie kleiner als etwa 10 Å.

Daneben gibt es noch die Klasse der nackten T-Tauri-Sterne (nTTS). Bei ihnen ist keine Akkretionsscheibe im nahen Infrarot nachweisbar. Der innere Teil der zirkumstellaren Scheibe ist durch Akkretion, Planetenbildung, Sternwind, Photodissoziation oder Strahlungsdruck freigefegt worden.
Die Spektren der T-Tauri-Sterne (sowohl cTTS als auch wTTS) zeigen im Vergleich zu Hauptreihensternen und jungen offenen Sternhaufen wie den Plejaden in ihren Atmosphären eine hohe Häufigkeit von Lithium. Dies wird als ein Anzeichen für das geringe Alter der T-Tauri-Sterne interpretiert, da Lithium bereits bei Temperaturen unterhalb des Wasserstoffbrennens durch thermonukleare Reaktionen zerstört wird. Da der Energietransport in T-Tauri-Sternen noch fast vollständig durch Konvektion erfolgt, wird in ihren ersten Millionen Jahren das Lithium fast vollständig zerstört. Auch die Position der T-Tauri-Sterne im Hertzsprung-Russell-Diagramm zeigt ihr geringes Alter, da sie zwischen der Hayashi-Linie und der Hauptreihe platziert sind.
T-Tauri-Sterne zeigen ausgeprägte Emissionslinien, wie sie auch viel schwächer in der Chromosphäre der Sonne nachgewiesen werden können. Diese Emissionslinien sind ein Anzeichen für starke magnetische Aktivität, die durch den Zeeman-Effekt direkt nachgewiesen werden konnte, sowie für die Ionisation des inneren Rands der Akkretionsscheibe durch den Stern. Daneben zeigen viele T-Tauri-Sterne unmittelbar an den Emissionslinien blauverschobene Absorptionslinien. Aus dieser Eigenschaft sind die dynamischen Materieflüsse abgeleitet worden, die inzwischen auch mittels direkter Abbildung als bipolare Ausflüsse und Jets nachgewiesen werden konnten.
Eine Unterklasse der T-Tauri-Sterne, die YY-Orionis-Sterne, zeigen – neben abströmendem Gas – durch rotverschobene Absorptionslinien auch im optischen Spektrum den Einfall von Materie auf den jungen Stern.
Charakteristisch für klassische T-Tauri-Sterne ist die geringe Tiefe und Breite der Absorptionslinien in ihren Spektren. Dieses Phänomen wird im Englischen als veiling („Verschleierung“) bezeichnet. Das Veiling bei den cTTS kann durch Modellspektren simuliert werden, die eine Akkretion entlang der Feldlinien eines Magnetfelds mit einer Flussdichte von 1000 bis 3000 Gauß annehmen. Dabei wird das Gas durch die Gravitationskräfte auf eine Geschwindigkeit bis zu 300 km/s beschleunigt, und oberhalb der Oberfläche des Sterns bildet sich eine Schockwelle aus, in der die Geschwindigkeit um den Faktor 4 abgebremst wird. Dabei heizt sich das Gas auf eine Temperatur in der Größenordnung von einer Million Grad auf und strahlt seine thermische Energie im Bereich der Röntgen- und UV-Strahlung ab. Ungefähr die Hälfte der freiwerdenden Energie fließt abwärts und bildet auf dem Stern an dem Fußpunkt des Akkretionsstroms einen heißen Fleck. Das Veiling ist eine Folge des Kontinuum-Spektrums aus dem heißen Fleck, das sich dem Spektrum aus den ruhigen Zonen des klassischen T-Tauri-Sterns überlagert.

## Magnetfelder
Das Modell der magnetosphärischen Akkretion wurde entwickelt nach der Beobachtung von Magnetfeldern in der Größenordnung von einigen tausend Gauß an der Oberfläche von T-Tauri-Sternen anhand des Zeeman-Effekts. Das Magnetfeld dringt in die zirkumstellare Scheibe ein und dominiert in einem Abstand von einigen Sternradien, dem Co-Rotationsradius, die Akkretion der Materie aus der Scheibe. Diese fließt dabei entlang der Magnetfeldlinien auf die Pole des Magnetfelds. Die nachgewiesenen Absorptions- und Emissionslinien der T-Tauri-Sterne können durch das Modell der magnetosphärischen Akkretion gut erklärt werden. Das starke Magnetfeld der T-Tauri-Sterne wird mit der hohen Rotationsgeschwindigkeit der jungen Sterne in Verbindung gebracht aufgrund der Akkretion. Nach dem Auflösen der Akkretionsscheibe zerfällt auch das stellare Magnetfeld innerhalb einiger Millionen Jahre und erreicht nur noch Werte um einige Gauß.
Das Magnetfeld ist auch der Grund für die beobachteten Rotationsgeschwindigkeiten der T-Tauri-Sterne. Fällt Materie mit einer Akkretionsrate von 10−7 Sonnenmassen pro Jahr über eine Million Jahre lang auf einen Stern ein, würde sich aus der Erhaltung des Drehimpulses eine Rotationsgeschwindigkeit nahe der kritischen (an der der Stern nicht mehr stabil ist) ergeben. Die gemessenen Rotationsgeschwindigkeiten liegen aber nur bei 10–20 Prozent dieses Wertes. Das stellare Magnetfeld sorgt über zwei Mechanismen für eine Reduktion des Drehimpulses bei den cTTS:
- Über einen Sternwind, der den stellaren Magnetfeldlinien folgt und damit Drehimpuls abtransportiert.
- Über das Disk-Locking, bei dem das stellare Magnetfeld mit dem ionisierten Gas in der Akkretionsscheibe wechselwirkt.

## Röntgenstrahlung
Wie andere junge stellare Objekte zeigen T-Tauri-Sterne im Vergleich zu Hauptreihensternen eine 1.000- bis 10.000-fach höhere Aktivität im Bereich der Röntgenstrahlung. Die Röntgenstrahlung nimmt mit dem Alter langsam ab und ist im Gegensatz zu Hauptreihensternen nicht von der Rotationsgeschwindigkeit abhängig. Es wird vermutet, dass Röntgenstrahlung von einem magnetisch eingeschlossenen Plasma der Korona ausgeht.
Die Intensität der Röntgenstrahlung unterliegt starken Schwankungen, und Ausbrüche dürften mit der Akkretion von Gas aus der zirkumstellaren Scheibe zusammenhängen. Bei diesen Akkretionsereignissen bilden sich Stoßwellen in der Korona und erhitzen sich auf mehrere Millionen Kelvin. Die permanente Röntgenstrahlung der T-Tauri-Sterne wird dagegen wie bei der Sonne mit der magnetischen Aktivität in Verbindung gebracht. Letztere auf der magnetischen Aktivität beruhende Röntgenstrahlung tritt allerdings auch in Form von Flares auf und ist daher ebenfalls variabel.
Einige T-Tauri-Sterne in Doppelsternsystemen zeigen eine periodische Modulation der Röntgenhelligkeit, wobei die Periode der Bahnumlaufdauer der Doppelsterne entspricht. Dabei steigt die Intensität der Röntgenstrahlung im Periastron signifikant an. Dieses Phänomen wird auch als Pulsed Accretion bezeichnet. Um jeden der jungen Sterne hat sich eine Akkretionsscheibe gebildet, die im Periastron durch die Gravitationskräfte des Begleiters aus dem Gleichgewicht gebracht wird und zu einem Anstieg der Akkretionsrate führt. Neben der Röntgenhelligkeit steigt auch die Intensität der Infrarothelligkeit an.

## Sternwinde
Bei den T-Tauri-Sternen werden drei Komponenten von Ausflüssen beobachtet, die Materie an das interstellare Medium transferieren:
- ein kontinuierlicher Wind von der Oberfläche der Akkretionsscheibe, dessen Temperatur zu niedrig ist, um Moleküle aufzubrechen, und der nur Geschwindigkeiten von einigen 10 km/s erreicht;
- ein X-Wind aus dem zentralen Loch der Akkretionsscheibe, der Geschwindigkeiten von einigen 100 km/s erreicht;
- ein Sternwind von der Oberfläche des CTTS. Bei einem Teil der T-Tauri-Sterne wird dieser Wind durch eine Wechselwirkung mit dem X-Wind kollimiert zu einem Jet mit einem Winkel von nur wenigen Grad.

## Braune Zwerge
Das T-Tauri-Stadium wird nicht nur bei Sternen beobachtet, die genügend Materie besitzen, um das Wasserstoffbrennen zu zünden. Auch bei Braunen Zwergen sind im Alter von einigen Millionen Jahren Anzeichen für chromosphärische Aktivität nachgewiesen worden, wie
- Sternflecken
- Infrarotemission von Staubscheiben
- ausgeprägte Hα-Linien durch Akkretion
- Anzeichen für Staubbildung
- Wachstum und bipolare Ausflüsse in Form von Jets.[26]

Diese jungen Braune Zwerge rotieren extrem langsam, was als ein Anzeichen für die Ausbildung eines globalen Magnetfelds interpretiert wird. Bei diesen massearmen T-Tauri-Sternen verfügen die zirkumstellaren Scheiben nur über einige millionstel Sonnenmassen und sind damit um mehrere Größenordnungen kleiner als bei normalen T-Tauri-Sternen. Dies gilt auch für die Akkretionsraten von einigen 10−12 bis 10−10 Sonnenmassen pro Jahr. Die Spektralklasse der Braunen Zwerge im T-Tauri-Stadium ist später als M6 und nimmt mit zunehmendem Alter weiter ab. Es wird keine nennenswerte Akkretion mehr bei Braunen Zwergen mit einem Alter von mehr als fünf Millionen Jahren beobachtet.

## Beispiele
- T Tauri, CVSO 30